# Maciste im Kampf mit dem Piratenkönig
Maciste im Kampf mit dem Piratenkönig (Originaltitel: Maciste contro lo sceicco) ist ein italienischer Abenteuerfilm mit mythologischen Elementen, den Domenico Paolella auf dem Höhepunkt solcher Filme 1962 inszenierte. Am 1. März 1963 kam der auch als Maciste und der Piratenkönig gelaufene Film in deutschsprachige Kinos.

## Inhalt
Im etwa 16./17. Jahrhundert: Die Soldaten des Herzogs von Málaga schleifen den Heiligen Obelisken von Melida, bevor sie von den Leuten des Scheichs Abd El Kader besiegt werden. Der Scheich lässt daraufhin in Spanien die hübsche Tochter des Herzogs, Isabelle, gefangen nehmen und kerkert sie ein, um sie zu heiraten und durch Erpressung sich das Reich von Malaga vom mittlerweile ebenfalls eingesperrten Vater einzuverleiben. Isabellas Verlobter, der junge Offizier Antonio, ruft Maciste zu Hilfe, mit dem er nach Melida reist, in das Gefängnis eindringt und infolgedessen zahlreiche gefährliche Situationen zu überstehen hat. Sie werden ebenfalls gefangen genommen; Maciste muss alleine den Obelisken wieder aufrichten und kann seine und Antonios Flucht bewerkstelligen. Nach zahlreichen weiteren Kampfhändeln gelingt die Befreiung, die Bestrafung des Bösen, die Rückkehr und die Hochzeit der beiden jungen Leute.

## Kritik
Ronald M. Hahn/Volker Jansen, Norbert Stresau bemerken, dass (obwohl im Dunkel der Vorzeit geboren, treibt unser muskulöser Held diesmal sein Unwesen im 17. Jahrhundert) der Titelcharakter auf bewährte Weise eine Rangelei (…) entscheidet. Piratenkönig? Ho, ho! Das Lexikon des internationalen Films urteilt kurz: Buntes Pseudo-Geschichtsdrama.
- Die Mischung von Fantasygeschichten und Ringeinlagen in solchen Filmen hat eine treue Anhängerschaft, die sich nicht an der naiven Story und der Ausdruckslosigkeit der Darsteller stört. Auch in dieser Show gehört also Anspruchslosigkeit zum Wesen des Films.(C. Cobast in Image et Son, 163 / Juni 1963.)[3]